# Тарасово (Сарапульський район)
Тара́сово (рос. Тарасово) — село в Сарапульському районі Удмуртії, Росія.
Урбаноніми:
- вулиці — 8 березня, Вечтомовська, Дружби, Інтернаціональна, Камська, Комсомольська, Леніна, Миру, Нова, Першотравнева, Польова, Поштова, Радянська, Річкова, Степова, Травнева, Шкільна
- провулки — Річковий, Шкільний

В селі діє поромна переправа через річку Кама на лівий берег в бік міста Камбарка.

## Населення
Населення становить 1056 осіб (2010, 1134 у 2002).
Національний склад (2002):
- росіяни — 73 %